# امید (فیلم ۲۰۱۹)
امید (نروژی: Håp) یک فیلم درام نروژی است که در سال ۲۰۱۹ منتشر شد. از بازیگران آن می‌توان به آندریا براین هوویگ و استلان اسکاشگورد اشاره کرد.
این فیلم نمایندهٔ نروژ جهت شرکت در رقابت‌های جایزه اسکار بهترین فیلم بین‌المللی در نود و سومین دوره جوایز اسکار بود